# Niñera

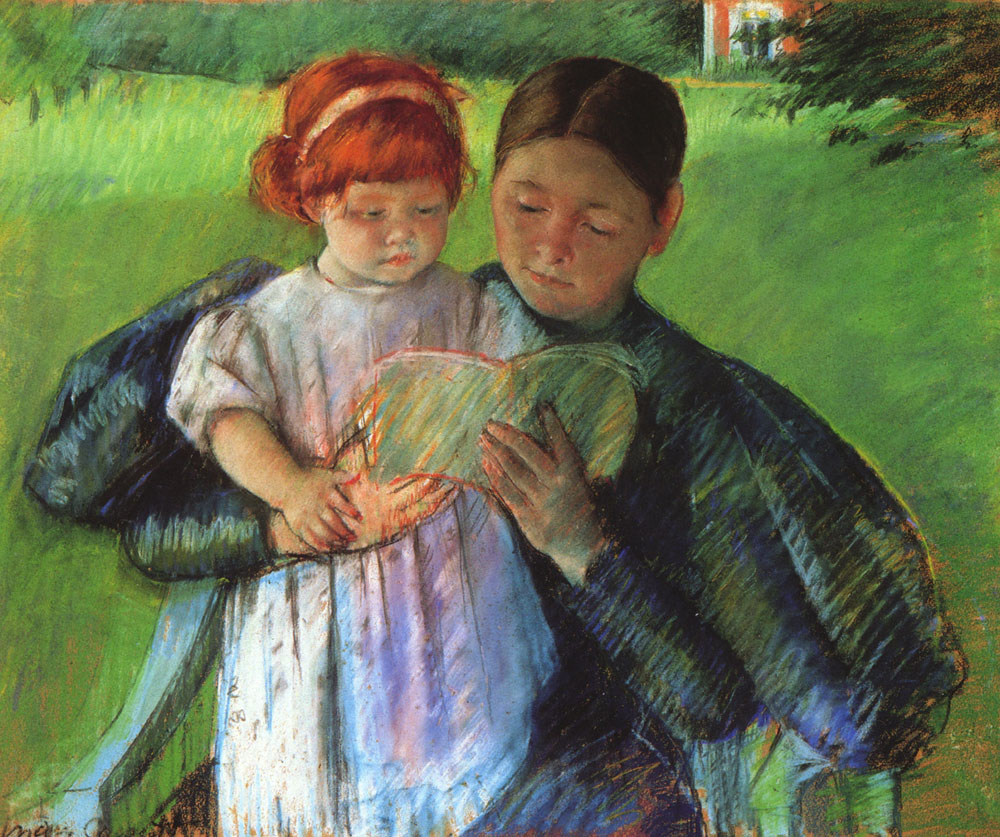
Niña con su niñera

Una niñera o niñero es una persona que se encarga de cuidar los niños de un tercero. Desde mediados del siglo XX comúnmente se debe a que los padres de la persona cuidada no pueden ocuparse de él porque mantienen una actividad laboral. La mujer que hace este trabajo a tiempo completo suele llamarse nana. En cambio, en Argentina se usa niñera para ambas, y a veces se llama babysitter a la ocasional, que en España se suele denominar canguro.

## Descripción
La actividad de la niñera se desarrolla a menudo en la casa de la familia que solicita el servicio o en la propia casa de la niñera. La actividad de niñera puede ser desarrollada por profesionales, así como por chicas jóvenes, a menudo estudiantes universitarias que aprovechan el tiempo libre para ganar algún dinero. Actualmente, existen agencias profesionales que seleccionan y ofrecen al mercado el servicio de personas como niñeras.
La contratación de la niñera normalmente se produce tras una primera entrevista, en la que se ponen de manifiesto los deberes solicitados y se valora la fiabilidad de la persona.

## El coste

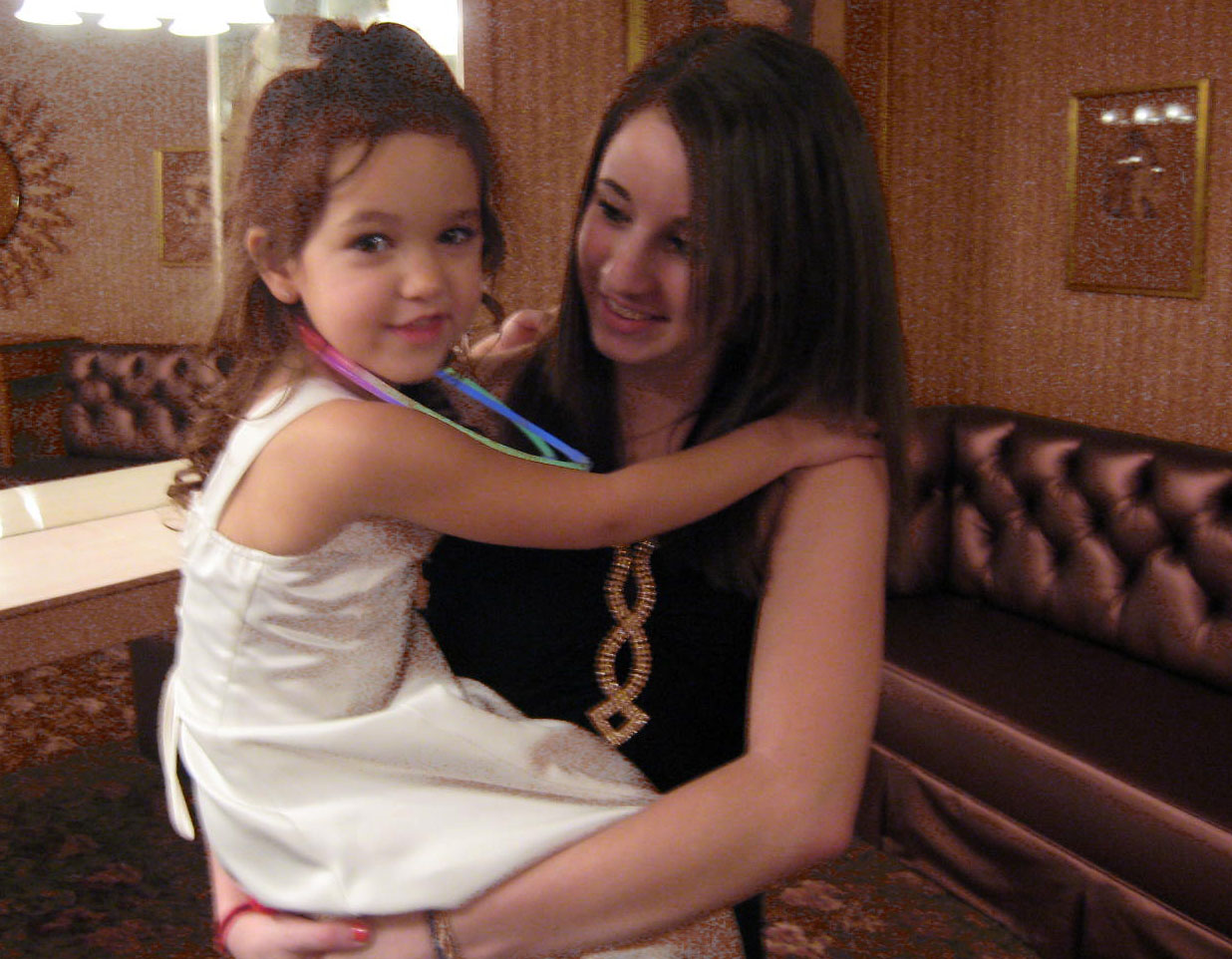
Niña con su niñera

Los costes de una niñera son muy variables dependiendo de diversos factores. Una niñera ocasional normalmente se hace pagar por horas mientras que la habitual se hace pagar una compensación por semanas o meses.
Quien desarrolla la actividad de niñera en modo no profesional tiende a cobrar salarios más moderados respecto a la tasa profesional que puede comprometerse a acciones extras, tales por ejemplo a enseñar una lengua extranjera al niño o a impartir lecciones de otro tipo.
La niñera autónoma fija la tarifa individualmente, mientras que las que están bajo el paraguas de una agencia tienen tarifas comunes.
En 2023, el precio medio que cobra una niñera en España es de 7,91 euros por hora. El informe de precios de niñeras a domicilio ha sido elaborado por Babysits, una plataforma en línea que pone en contacto a padres y niñeras. La tarifa media se ha obtenido a partir de una base de datos de más de treinta mil canguros repartidas por todo el territorio nacional. El precio medio varía ligeramente según la comunidad autónoma o la ciudad. Además de la zona geográfica, hay que tener en cuenta el perfil de cada una de las niñeras para establecer una tarifa media. Factores como su formación, experiencia y referencias modificarán el precio que cobra una canguro por hora.
Para contratar una canguro en España, la comunidad autónoma más barata es Aragón, donde el precio medio es de 7.50 euros por hora. Las Islas Canarias es la segunda comunidad autónoma en las que es más barato contratar niñera, con un precio medio de 7.75 euros por hora de servicio.
La comunidad en la que los padres deben hacer un mayor desembolso a la hora de pagar a una niñera es el País Vasco, con un precio medio de 8,11 euros.

## Variaciones

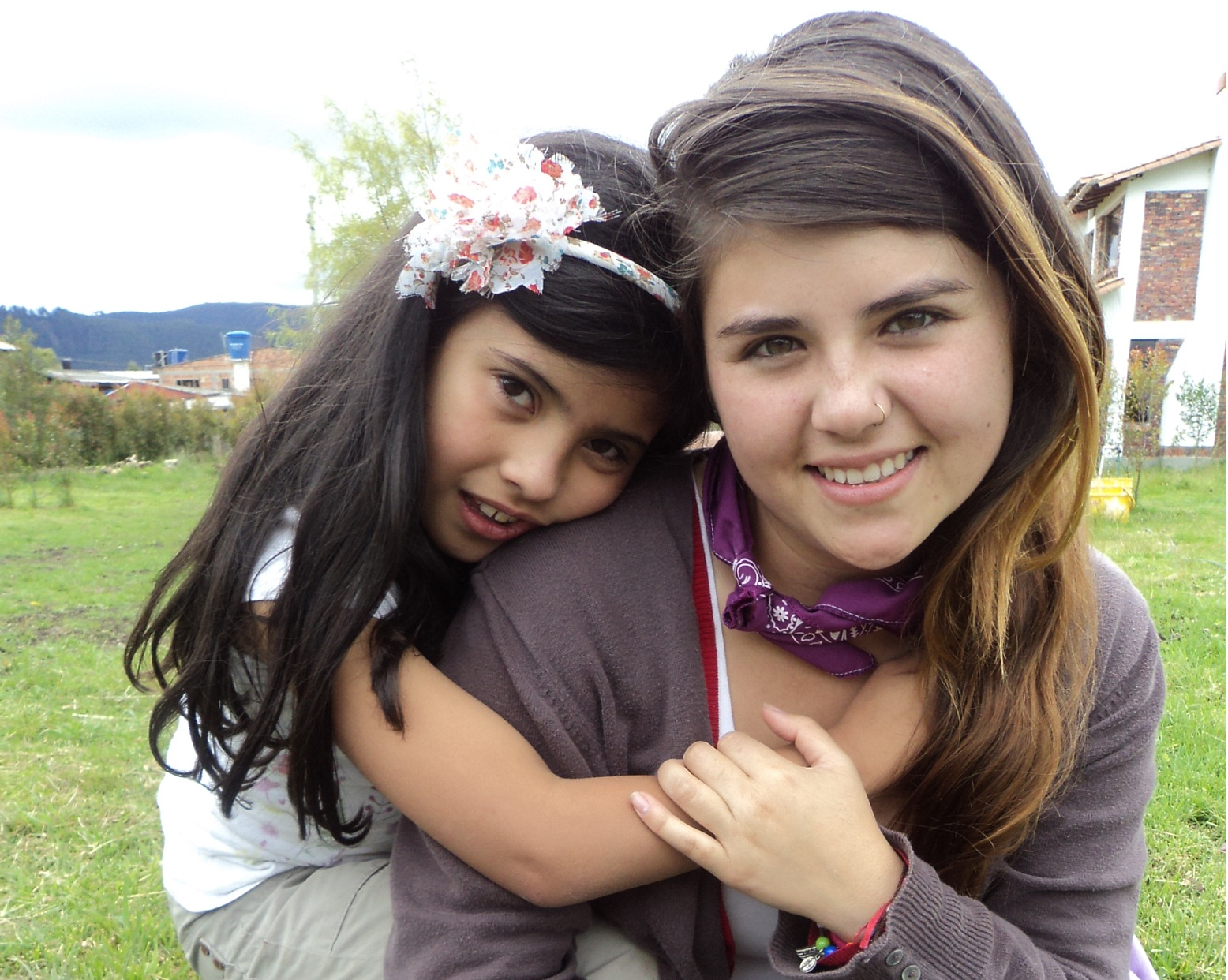
Au pair colombiana

Como una variación de lo anterior, existen niñeras a tiempo completo o semicompleto, conocidas como nana; y que igualmente reciben remuneración, y en cuyo pago en ocasiones puede incluir además alojamiento y mantención. Igualmente encontramos también como variación a las au pair, que son generalmente chicas extranjeras que se comprometen a cuidar de los niños y enseñarles su lengua a cambio de casa y mantención. A diferencia de las niñeras, un Au Pair no recibe un salario sino una mesada o dinero de bolsillo por alrededor de 30 horas de trabajo a la semana. Asimismo, las personas Au Pair normalmente tienen entre 18 y 30 años y son considerados un miembro más de la familia y no un empleado. 